# Вебер (округ, Юта)
Шаблон:StateAbbr_ 41°18′ пн. ш. 111°55′ зх. д. / 41.3° пн. ш. 111.92° зх. д.
Округ Вебер (англ. Weber County) — округ (графство) у штаті Юта, США. Ідентифікатор округу 49057. Округ Вебер входить до складу столичного статистичного району Огден-Клірфілд, штат Юта, а також до об'єднаного статистичного району Солт-Лейк-Сіті-Прово-Огден, штат Юта.

## Історія
Округ утворений 1852 року. З розвитком Невади і штату Юта округ Вебер був обрізаний так, що тепер він займає ділянку фронту Васач, частину східного узбережжя Великого Солоного озера і більшу частину суворих гірських масивів Васач.

## Демографія
За даними перепису 2000 року загальне населення округу становило 196533 осіб, зокрема міського населення було 183322, а сільського — 13211. Серед мешканців округу чоловіків було 98581, а жінок — 97952. В окрузі було 65698 домогосподарств, 49549 родин, які мешкали в 70454 будинках. Середній розмір родини становив 3,42.
Віковий розподіл населення поданий у таблиці:
| Стать    | До 15 років | 15-21 | 22-29 | 30-39 | 40-49 | 50-65 | 65-85 | Понад 85 |
| -------- | ----------- | ----- | ----- | ----- | ----- | ----- | ----- | -------- |
| Чоловіки | 25953       | 12460 | 13108 | 13515 | 13071 | 11716 | 8043  | 715      |
| Жінки    | 24492       | 12235 | 12151 | 12879 | 12678 | 11995 | 10008 | 1514     |

## Суміжні округи
- Кеш — північ
- Рич — північний схід
- Морган — південний схід
- Девіс — південь
- Туела — південний захід
- Бокс-Елдер — північний захід

## Виноски
1. ↑  US Decennial Census. US Census Bureau. Архів оригіналу за 19 липня 2018. Процитовано 26 червня 2015.
2. ↑  Historical Census Browser. University of Virginia Library. Архів оригіналу за 16 серпня 2012. Процитовано 26 червня 2015.
3. ↑  Forstall, Richard L., ред. (27 березня 1995). Population of Counties by Decennial Census: 1900 to 1990. US Census Bureau. Архів оригіналу за 3 квітня 2015. Процитовано 26 червня 2015.
4. ↑  Census 2000 PHC-T-4. Ranking Tables for Counties: 1990 and 2000 (PDF). US Census Bureau. 2 квітня 2001. Архів оригіналу (PDF) за 18 грудня 2014. Процитовано 26 червня 2015.
5. ↑  State & County QuickFacts. United States Census Bureau. Архів оригіналу за 22 липня 2011. Процитовано 30 грудня 2013.(англ.) Наведено за англійською вікіпедією.
6. ↑  American FactFinder. Бюро перепису населення США. Архів оригіналу за 26 лютого 2012. Процитовано 31 січня 2008.

| США | Це незавершена стаття з географії США. Ви можете допомогти проєкту, виправивши або дописавши її. |